# Pedaria wittei
Pedaria wittei är en skalbaggsart som beskrevs av Emile Janssens 1939. Pedaria wittei ingår i släktet Pedaria och familjen bladhorningar. Inga underarter finns listade i Catalogue of Life.